# Sockel 4
Der Sockel 4 ist ein Prozessorsockel zur Aufnahme von Pentium-Prozessoren des Chipherstellers Intel.
Der Sockel 4 war der erste Sockel für Intels Pentium-Prozessorbaureihe. Er kann mit einem 60-MHz- oder einem 66-MHz-Pentium-Prozessor bestückt werden. Im Januar 1995 stellte Intel zudem eine Upgrade-CPU mit der Bezeichnung Pentium Overdrive PODP5V133 vor, die sowohl mit 120 MHz als auch 133 MHz betrieben werden kann. Zu dieser Zeit war der Sockel 4 bereits durch seinen Nachfolger, den Sockel 5 abgelöst, welcher bei der Vorstellung der zweiten Pentium-Generation mit der Intel-internen Bezeichnung P54C eingeführt worden war. Von Fremdherstellern gibt es keine CPUs für den Sockel 4.